# Joachim Moltke (godsejer)
 Der er flere personer med dette navn, se Joachim Moltke.
Joachim greve Moltke (4. juli 1769 i København – 15. juni 1820 på Rønnebæksholm) var en dansk godsejer, officer og kammerherre, bror til Adam Gottlob Detlef Moltke og far til Magnus Moltke.

## Karriere
Han var søn af general Christian Magnus Frederik Moltke og Frederikke Elisabeth Reventlow og købte 1798 Rønnebæksholm af Ditlev Wedelsparre og var desuden medejer af Ågård 1803-04 og det 2. Nøerske Fideikommis (1801).
Joachim Moltke gik den militære vej, blev som 14-årig indskrevet i det Holstenske Rytterregiment og var fire år i tjeneste i udlandet. I 1793 rejste Moltke sammen med sin fire år ældre bror Adam Gottlob Detlef til Rhinlandene. Moltke havde meldt sig som frivillig i Revolutionskrigene på tysk side, hvor han gjorde tjeneste ved det Hessen-Darmstadtske lette rytterregiment. Han deltog bl.a. i erobringen af Mainz med sit regiment medens hans bror, som opholdt sig i lejren hos ham, var tilskuer.
1807 blev Moltke premiermajor ved Prins Frederik Ferdinands Regiment lette Dragoner og var chef for 2. bataljon i Søndre Sjællandske Landeværnsregiment. 17. august 1807 tog han med sin bataljon til Gammel Køgegård og deltog i slaget ved Køge, hvor han blev taget til fange.
Han blev 1810 sat à la suite i Armeen som karakteriseret oberstløjtnant, blev samme år (8. august) kammerherre. 8. december 1812 fik han afsked fra hæren, men var fra 1813 oberstløjtnant à la suite ved Kronens Regiment og fik 28. oktober 1817 atter afsked, nu med obersts karakter.

## Ægteskab
Han ægtede 23. juli 1797 på Svenstrup Ellen Cathrine Kirstine Bruun de Neergaard (19. juli 1778 på Svenstrup – 19. juli 1845), datter af Jens Bruun de Neergaard. To ovale portrætter af parret udført af Jens Juel menes malet i anledning af brylluppet. Børn:
1. Magnus Jens Godske greve Moltke (1801-1877), ritmester og kammerherre, g. m. Elisabeth Sophie de Bretton (1801-1869)
2. Adam Gottlob Ditlev greve Moltke (1803-1852), ritmester, plantageejer og kolonialadjutant på St. Croix, g. m. Mathilde Catharine de Nully (1807-1840)
3. Adolph Peter greve Moltke (1805-1890), forst- og jagtjunker

Joachim Moltke er begravet i Rønnebæk Kirke.